# Emma (1932)
Emma is een Amerikaanse film in zwart-wit uit 1932 onder regie van Clarence Brown.

## Verhaal
Tijdens de bevalling van haar vierde kind Ronnie komt Frederick Smiths vrouw te overlijden. Hij is niet in staat de zorg van de hele familie op zich te nemen en huurt kindermeisje Emma in. Twintig jaar later is Frederick een welvarende uitvinder. Ronnie wil stoppen met school om vliegenier te worden. In tegenstelling tot de goedgezinde Ronnie zijn zijn broers en zussen, Bill, Gypsy en Isabelle verwende nesten. Emma heeft het zeer druk met de opvoeding van de jongvolwassenen en neemt op een gegeven moment haar eerste vakantie in tweeëndertig jaar.
Vlak voor haar vertrek naar de Niagarawatervallen accepteert Emma een huwelijksaanzoek van Frederick. Ronnie is gelukkig voor hen, maar de andere kinderen vrezen dat het huwelijk schadelijk zal zijn voor hun reputatie. Tijdens hun huwelijksreis krijgt Frederick een lichte hartaanval, waardoor ze moeten terugkeren naar huis. Emma doet alles om haar man te verzorgen, maar hij overlijdt diezelfde dag. De kinderen, met uitzondering van Ronnie, zijn razend als ze tot de ontdekking komen dat Emma zijn gehele erfgoed in ontvangst mag nemen.
Emma is bereid om al het geld te geven aan de kinderen, maar zij keren haar de rug toe en proberen aan te tonen dat hun vader niet bij zinnen was toen hij zijn testament schreef. Emma reageert gekwetst en gooit de kinderen onmiddellijk uit huis. Ronnie gaat ondertussen naar Canada, waar hij vlieglessen heeft. Als de kinderen ontdekken dat ze niet kunnen aantonen dat Fredericks testament niet serieus te nemen is, besluiten ze Emma aan te klagen voor moord. Ze krijgen hulp van Mathilda, het dienstmeisje, dat een valse verklaring levert.
Ronnie is razend als hij op de hoogte wordt gesteld van de valse beschuldigingen. Hij vliegt onmiddellijk terug naar huis, maar hij raakt verzeild in een zware storm en verongelukt. Ondertussen wint Emma de rechtszaak, maar ze is verre van gelukkig omdat ze in diepe rouw is om Ronnie. Ze legt uit dat ze geen waarde hecht aan geld en geeft al het geld aan de kinderen. Zij voelen zich schuldig en smeken Emma om vergiffenis. Zij wil echter niets meer te maken hebben met de kinderen en reist af naar haar volgende familie, een vreugdevol gezin.

## Rolverdeling
| Acteur           | Personage                           |
| ---------------- | ----------------------------------- |
| Marie Dressler   | Emma Thatcher Smith                 |
| Richard Cromwell | Ronald 'Ronnie' Smith               |
| Jean Hersholt    | Mr. Frederick 'Fred' Smith          |
| Myrna Loy        | Gravin Isabelle 'Izzy' Smith Marlin |
| John Miljan      | Officier van justitie               |
| Purnell Pratt    | Mr. Haskins                         |
| Leila Bennett    | Matilda, het dienstmeisje           |
| Barbara Kent     | Gypsy Smith                         |
| Kathryn Crawford | Sue Smith                           |
| George Meeker    | Bill Smith                          |
| Dawn O'Day       | Isabelle als kind                   |

## Achtergrond
Het script van Emma werd speciaal ontwikkeld voor Marie Dressler. Frances Marion, de scenarioschrijfster en goede vriendin van Dressler, schreef het script zo, dat er fysiek niet veel van de actrice vereist zou worden. Ze stond er op dat de rol van Frederick gespeeld zou worden door Jean Hersholt. Daarnaast wilde ze per se dat Ronnie vertolkt zou worden door Richard Cromwell. Cromwell werkte niet onder contract van Metro-Goldwyn-Mayer, maar hij werd op drang van Dressler eenmalig ingehuurd.
De studiobazen wisten dat Dressler goede ervaringen had met Clarence Brown, de regisseur met wie ze werkte aan Anna Christie (1930) en hij werd om die reden aangesteld. De rol van de verwende Isabelle werd gespeeld door Myrna Loy. De toen 26-jarige actrice speelde al zes jaar lang de ene na de andere ondankbare rol. Ze was het zat constant gecast te worden als onsympathieke of sensuele jongedame. De jonge Isabelle werd vertolkt door Dawn O'Day, een actrice die op aanraden van Dressler werd gecast.
Ook Loys rol in Emma, haar eerste film onder contract van Metro-Goldwyn-Mayer, was onsympathiek, maar ze sprak er niettemin enthousiast over. Dit was volgens de actrice te danken aan Dressler, die er niet alleen voor zorgde dat iedereen het naar zijn/haar zin had op de set, maar ook gaf zij Loy advies voor zichzelf op te komen in haar carrière. Loy groeide uiteindelijk uit tot een grote ster. Problemen ontstonden al op de eerste draaidag. Voor Cromwell was het zijn eerste grote film en hij gedroeg zich erg nerveus op de set.
De film kreeg vooral ongunstige kritieken, maar de acteurs werden geprezen voor hun rol. De dagbladen Variety en The New York Times waren het er over eens dat Marion een oversentimenteel script had geleverd. Zowel Dressler als Cromwell werden geprezen voor hun acteeroptreden. Ondanks het gebrek van enthousiasme bij de pers, werd de film een enorm succes bij het publiek. Hij bracht uiteindelijk ongeveer $2 miljoen op. Dressler werd genomineerd voor een Academy Award voor Beste Actrice, maar verloor van Helen Hayes voor The Sin of Madelon Claudet (1931).